# Cycas clivicola
Cycas clivicola K.D. Hill, 1999 è una pianta appartenente alla famiglia delle Cycadaceae, diffusa nel sud-est asiatico.

## Descrizione
È una cicade con fusto eretto, alto sino a 8 m e con diametro di 12-16 cm.
Le foglie, pennate, lunghe 70-165 cm, sono disposte a corona all'apice del fusto e sono rette da un picciolo lungo 15-55 cm; ogni foglia è composta da 90-220 paia di foglioline lanceolate, con margine intero o leggermente ricurvo, lunghe mediamente 9-26 cm, di colore verde o grigio-verde (in giovane età), inserite sul rachide con un angolo di 45-80°.
È una specie dioica con esemplari maschili che presentano microsporofilli disposti a formare strobili terminali di forma ovoidale, lunghi 25-50 cm e larghi 8-11 cm ed esemplari femminili con macrosporofilli che si trovano in gran numero nella parte sommitale del fusto, con l'aspetto di foglie pennate che racchiudono gli ovuli, in numero di 2-4.  
I semi sono grossolanamente ovoidali, lunghi 35-39 mm, ricoperti da un tegumento di colore dall'arancio al giallo.

## Distribuzione e habitat
È diffusa in diverse località nel sud della Thailandia ed in Malaysia.

L'epiteto specifico clivicola, dal latino clivis dirupo e -cola abitante, e quindi abitante dei dirupi, indica l'habitat specifico della specie. Difatti prospera in fessure e crepacci calcarei di dirupi soleggiati e molto ripidi, spesso senza terreno alle radici.

## Tassonomia
Sono state descritte 2 sottospecie:
- Cycas clivicola subsp. clivicola
- Cycas clivicola subsp. lutea

## Conservazione
La IUCN Red List classifica C. clivicola come specie a rischio minimo (Least Concern).

La specie è inserita nella Appendice II della Convention on International Trade of Endangered Species (CITES)